# Joe Wildsmith
Joseph Charles Wildsmith, detto Joe (Sheffield, 28 dicembre 1995), è un calciatore inglese, portiere del West Bromwich.

## Carriera

### Club
Ha giocato nella seconda divisione inglese.

### Nazionale
Conta una presenza con la nazionale inglese Under-20.

## Statistiche

### Presenze e reti nei club
Statistiche aggiornate al 13 agosto 2024.
| Stagione                   | Squadra                    | Campionato                 | Campionato | Campionato | Coppe nazionali | Coppe nazionali | Coppe nazionali | Coppe continentali | Coppe continentali | Coppe continentali | Altre coppe | Altre coppe | Altre coppe | Totale | Totale |
| Stagione                   | Squadra                    | Comp                       | Pres       | Reti       | Comp            | Pres            | Reti            | Comp               | Pres               | Reti               | Comp        | Pres        | Reti        | Pres   | Reti   |
| -------------------------- | -------------------------- | -------------------------- | ---------- | ---------- | --------------- | --------------- | --------------- | ------------------ | ------------------ | ------------------ | ----------- | ----------- | ----------- | ------ | ------ |
| mar.-giu. 2014             | Alfreton Town              | NL                         | 2          | -4         | FACup+CdL       | -               | -               | -                  | -                  | -                  | -           | -           | -           | 2      | -4     |
| 2014-2015                  | Sheffield Wednesday        | FLC                        | 0          | 0          | FACup+CdL       | 0+0             | 0 + 0           | -                  | -                  | -                  | -           | -           | -           | 0      | 0      |
| mar. 2015                  | Barnsley                   | FL1                        | 2          | -4         | FACup+CdL       | -               | -               | -                  | -                  | -                  | FLT         | -           | -           | 2      | -4     |
| 2015-2016                  | Sheffield Wednesday        | FLC                        | 9          | -12        | FACup+CdL       | 1+4             | -1 + -3         | -                  | -                  | -                  | -           | -           | -           | 14     | -16    |
| 2016-2017                  | Sheffield Wednesday        | FLC                        | 1          | -2         | FACup+CdL       | 1+1             | -3 + -2         | -                  | -                  | -                  | -           | -           | -           | 3      | -7     |
| 2017-2018                  | Sheffield Wednesday        | FLC                        | 26         | -37        | FACup+CdL       | 1+2             | 0 + -4          | -                  | -                  | -                  | -           | -           | -           | 29     | -41    |
| 2018-2019                  | Sheffield Wednesday        | FLC                        | 0          | 0          | FACup+CdL       | 0+2             | 0 + -2          | -                  | -                  | -                  | -           | -           | -           | 2      | -2     |
| 2019-2020                  | Sheffield Wednesday        | FLC                        | 9          | -17        | FACup+CdL       | 1+0             | -1 + 0          | -                  | -                  | -                  | -           | -           | -           | 0      | 0      |
| 2020-2021                  | Sheffield Wednesday        | FLC                        | 19         | -28        | FACup+CdL       | 2+2             | -3 + -2         | -                  | -                  | -                  | -           | -           | -           | 23     | -33    |
| 2021-2022                  | Sheffield Wednesday        | FL1                        | 3          | -3         | FACup+CdL       | 1+0             | -3 + 0          | -                  | -                  | -                  | FLT         | 4           | -4          | 8      | -10    |
| Totale Sheffield Wednesday | Totale Sheffield Wednesday | Totale Sheffield Wednesday | 67         | -99        |                 | 18              | -24             |                    | -                  | -                  |             | 4           | -4          | 89     | -127   |
| 2022-2023                  | Derby County               | FL1                        | 46         | -46        | FACup+CdL       | 5+3             | -5 + -1         | -                  | -                  | -                  | FLT         | 0           | 0           | 54     | -52    |
| 2023-2024                  | Derby County               | FL1                        | 40         | -31        | FACup+CdL       | 2+0             | -5 + 0          | -                  | -                  | -                  | FLT         | 1           | 0           | 43     | -36    |
| Totale Derby County        | Totale Derby County        | Totale Derby County        | 86         | -77        |                 | 10              | -11             |                    | -                  | -                  |             | 1           | 0           | 97     | -88    |
| 2024-2025                  | West Bromwich              | FLC                        | 0          | 0          | FACup+CdL       | 0+1             | 0 + -2          | -                  | -                  | -                  | -           | -           | -           | 1      | -2     |
| Totale carriera            | Totale carriera            | Totale carriera            | 157        | -184       |                 | 29              | -37             |                    | -                  | -                  |             | 5           | -4          | 191    | -225   |